# 詹路易吉·昆齊
詹路易吉·昆齊（義大利語：Gianluigi Quinzi；1996年2月1日—），意大利男子網球運動員。2014年7月7日，他來到了自己的ATP單打的最高排名第301位。昆齊曾經贏得2013年溫布頓網球錦標賽的青少年組單打冠軍。